# نوبرت اشمن
نوبرت اشمن (آلمانی: Norbert Eschmann; ۱۹ سپتامبر ۱۹۳۳ – ۱۳ مهٔ ۲۰۰۹) بازیکن و مربی فوتبال اهل سوئیس بود.
از باشگاه‌هایی که در آن بازی کرده‌است می‌توان به باشگاه فوتبال سروت ۱۸۹۰، باشگاه ورزشی یانگ بویز برن، باشگاه فوتبال سیون، و باشگاه فوتبال المپیک مارسی اشاره کرد.
وی همچنین در تیم ملی فوتبال سوئیس بازی کرده‌است.